# Santa Maria della Consolazione
Santa Maria della Consolazione, officiellt benämnd Santa Maria della Consolazione al Foro Romano, är en kyrkobyggnad i Rom, helgad åt Jungfru Maria och särskilt åt hennes roll som ”Tröstens Madonna”. Kyrkan är belägen vid Piazza della Consolazione i Rione Campitelli och tillhör församlingen Santa Maria in Campitelli.

## Kyrkans historia
En legend gör gällande att en viss Albertino Giordanello degli Alberini, som satt i kapitolinska fängelset i väntan på att bli avrättad, den 3 juni 1385 i sitt testamente lämnade medel för att en Madonnabild skulle målas och installeras vid Tarpeiska klippans sluttning. Sonen Giacomo lät måla och sätta upp bilden på muren till ett spannmålsmagasin. Där var den väl synlig från avrättningsplatsen; meningen var att de till döden dömda skulle få tröst i sin sista stund.
Åttiofem år senare, år 1470, skulle en yngling hängas; han hade mot sitt nekande dömts till döden för mord. Han hängdes, men dog inte och blev nedtagen från galgen. Mannen vittnade om att Madonnabilden hade talat till honom och att en osynlig hand hade hållit i honom, så att han undgick att strypas. Inom kort uppfördes ett kapell vid platsen för att hysa den undergörande Madonnabilden; det fick namnet Santa Maria della Consolazione och konsekrerades den 3 november 1470. Antoniazzo Romano fick i uppdrag att smycka kapellets interiör. Bredvid kapellet byggdes ett litet sjukhus.
På initiativ av kardinal Alessandro Riario beslutades det år 1583 att det lilla kapellet skulle ersättas med en ny kyrka. Arkitekten Martino Longhi den äldre fick i uppdrag att rita denna. Redan år 1585 kunde Madonnabilden installeras i den nya kyrkans absid. Longhi avled år 1591 och lämnade fasaden ofullbordad; den färdigställdes inte förrän år 1827 av arkitekten Pasquale Belli.
Fasaden har fyra skulpturer föreställande profeterna Jesaja, Jeremia, Hesekiel och Daniel.

## Interiören
Högaltaret har den undergörande ikonen Santa Maria della Consolazione från år 1385. På ömse sidor om högaltaruppsatsen återfinns målningarna Jungfru Marie födelse och Jungfru Marie himmelsfärd, utförda av Cristoforo Roncalli.
Kyrkan har tio sidokapell, fyra till vänster och sex till höger.

### Höger sida
Cappella del Santissimo Crocifisso (Cappella Mattei)
Första sidokapellet på höger hand är invigt åt den korsfäste Kristus. Altarmålningen utgörs av fresken Korsfästelsen, utförd av Taddeo Zuccari. Denne har även målat kapellets övriga fresker: Kristi gisslande, Kristus inför Hannas, Ecce Homo, Kristus inför Pilatus, Kristus i Getsemane, Den sista måltiden, Fotatvagningen samt Kristi gripande.
Cappella Pelucchi
Det andra kapellet har Livio Agrestis Tronande Madonna med Barnet samt de bägge anonyma Aposteln Petri kallelse och Aposteln Andreas martyrium.
Cappella della Natività (Cappella degli Affidati)
Tredje kapellet på höger hand, invigt åt Jesu födelse, har altarmålningen Konungarnas tillbedjan samt sidomålningarna Herdarnas tillbedjan och Jesu frambärande i templet, samtliga utförda av Giovanni Baglione.
Cappella della Santa Maria delle Grazie
Kapellet till höger om högkoret är invigt åt Madonna delle Grazie; det hyste en medeltida Madonnaikon fram till 1960, då den stals. Den nuvarande ikonen är en kopia från 1100-talet.

### Vänster sida
Cappella della Immacolata Concezione (Cappella Dondola)
Första sidokapellet på vänster hand är invigt åt den Obefläckade Avlelsen. Altaret har Raffaello da Montelupos högrelief Den heliga Katarinas mystika förlovning.
Cappella di San Francesco (Cappella Sacchi)
Detta kapell är invigt åt den helige Franciskus av Assisi. Altarmålningen Den helige Franciskus stigmatisering är utförd av en okänd 1600-talskonstnär.
Cappella dell'Assunta (Cappella dei Garzoni degli Osti)
Tredje kapellet är invigt åt Jungfru Marie himmelsfärd och altarmålningen på detta tema är utförd av Francesco Nappi. Sidoväggarna har Jesu födelse respektive Konungarnas tillbedjan. I kapellets tak har Nappi utfört freskerna Jungfru Marie frambärande i templet, Jungfru Marie bebådelse, Bröllopet i Kana and Jungfru Marie kröning i himmelen.
Cappella di Sant'Andrea (Cappella dei Pescatori)
I det fjärde kapellet, invigt åt aposteln Andreas, har Marzio Ganassini i början av 1600-talet målat scener ur apostelns liv.
Cappella dei Vignaroli
Det femte kapellets anonyma altarmålning föreställer Jungfru Maria och Johannes Döparen. I kapellet har även Antonio Circignani utfört freskerna Bröllopet i Kana, Jesu frambärande i templet, Lasaros uppväckande samt Barnamorden i Betlehem.
Cappella di Santa Maria in Portico
Kapellet till vänster om högkoret är invigt åt Madonna del Portico och har en kopia av den ikon som återfinns i kyrkan Santa Maria in Portico in Campitelli.

## Bilder
| - Kapellet Santa Maria della Consolazione (vid den röda pilen), här benämnt T. S. Mariæ Consolationis, på Étienne Dupéracs vy över Rom från år 1577. - Santa Maria della Consolazione. Tryck av Girolamo Francino från år 1588. - Korsfästelsen, fresk av Taddeo Zuccari. |